# المعهد العالي للدراسات التطبيقية في الإنسانيات بتونس
المعهد العالي للدراسات التطبيقية في الإنسانيات بتونس هو معهد تعليم عالي يقع في مدينة تونس التونسية. ويتبع إدارياً جامعة تونس.

## الاختصاصات
توجد بالمعهد العديد من الاختصاصات:
- تدريس اللغة الانقليزية في التعليم الأساسي
- اللغة والآداب والحضارة الإنقليزية

## وصلات خارجية
- الموقع الرسمي للمعهد العالي للدراسات التطبيقية في الإنسانيات بتونس